# Pyrausta flavipunctalis
Pyrausta flavipunctalis is een vlinder uit de familie grasmotten (Crambidae). De wetenschappelijke naam van deze soort is voor het eerst voorgesteld als Trigonuncus flavipunctalis door Hubert Marion in een publicatie uit 1954.
De soort komt voor op Madagaskar.